# Akihiro Nishimura
Akihiro Nishimura (西村 昭宏, Nishimura Akihiro, Osaka, 8 augustus 1958) is een Japans voormalig voetballer die als middenvelder speelde.

## Clubcarrière
In 1977 ging Nishimura naar de Osaka University of Health and Sport Sciences, waar hij in het schoolteam voetbalde. Nadat hij in 1981 afstudeerde, ging Nishimura spelen voor Yanmar Diesel. Nishimura veroverde er in 1983 en 1984 de JSL Cup. In 10 jaar speelde hij er 148 competitiewedstrijden en scoorde 3 goals. Nishimura beëindigde zijn spelersloopbaan in 1991.

## Japans voetbalelftal
Akihiro Nishimura debuteerde in 1980 in het Japans nationaal elftal en speelde 49 interlands, waarin hij 2 keer scoorde.

## Statistieken
| Japans voetbalelftal | Japans voetbalelftal | Japans voetbalelftal |
| Jaar                 | Wed.                 | Dlp.                 |
| -------------------- | -------------------- | -------------------- |
| 1980                 | 1                    | 0                    |
| 1981                 | 13                   | 0                    |
| 1982                 | 2                    | 0                    |
| 1983                 | 10                   | 0                    |
| 1984                 | 1                    | 0                    |
| 1985                 | 8                    | 2                    |
| 1986                 | 5                    | 0                    |
| 1987                 | 8                    | 0                    |
| 1988                 | 1                    | 0                    |
| Totaal               | 49                   | 2                    |